# Göthe Hedlund
Göthe Emanuel Hedlund (31. července 1918 Orksta – 15. prosince 2003 Lidingö) byl švédský rychlobruslař.
Prvního Mistrovství Evropy se zúčastnil v roce 1939 (16. místo), o několik týdnů později debutoval i na Mistrovství světa (19. místo). Během druhé světové války startoval na domácích závodech, v roce 1946 vyhrál neoficiální Mistrovství Evropy a byl druhý na neoficiálním Mistrovství světa. V letech 1947 a 1948 získal na evropských šampionátech stříbrné medaile. Startoval na Zimních olympijských hrách 1948, kde vybojoval bronz na trati 5000 m. Kromě toho byl dvacátý ve sprintu na 500 m, osmý na patnáctistovce a desetikilometrovou distanci nedokončil. V dalších letech byl jeho nejúspěšnější sezónou ročník 1949/1950, kdy byl čtvrtý na Mistrovství Evropy a pátý na Mistrovství světa. Zúčastnil se zimní olympiády 1952, kde se umístil na 11. místě v závodě na 5000 m a na 9. místě na trati 10 km. Po sezóně 1951/1952 ukončil sportovní kariéru.